# قطعنامه سازمان ملل
قطعنامه سازمان ملل، متنی رسمی است که نهادی از سازمان ملل متحد (سازمان ملل) آن را تصویب کرده است. اگرچه هر ارگان سازمان ملل می‌تواند قطعنامه صادر کند، اما در عمل بیشتر قطعنامه‌ها را شورای امنیت یا مجمع عمومی صادر می‌کنند.

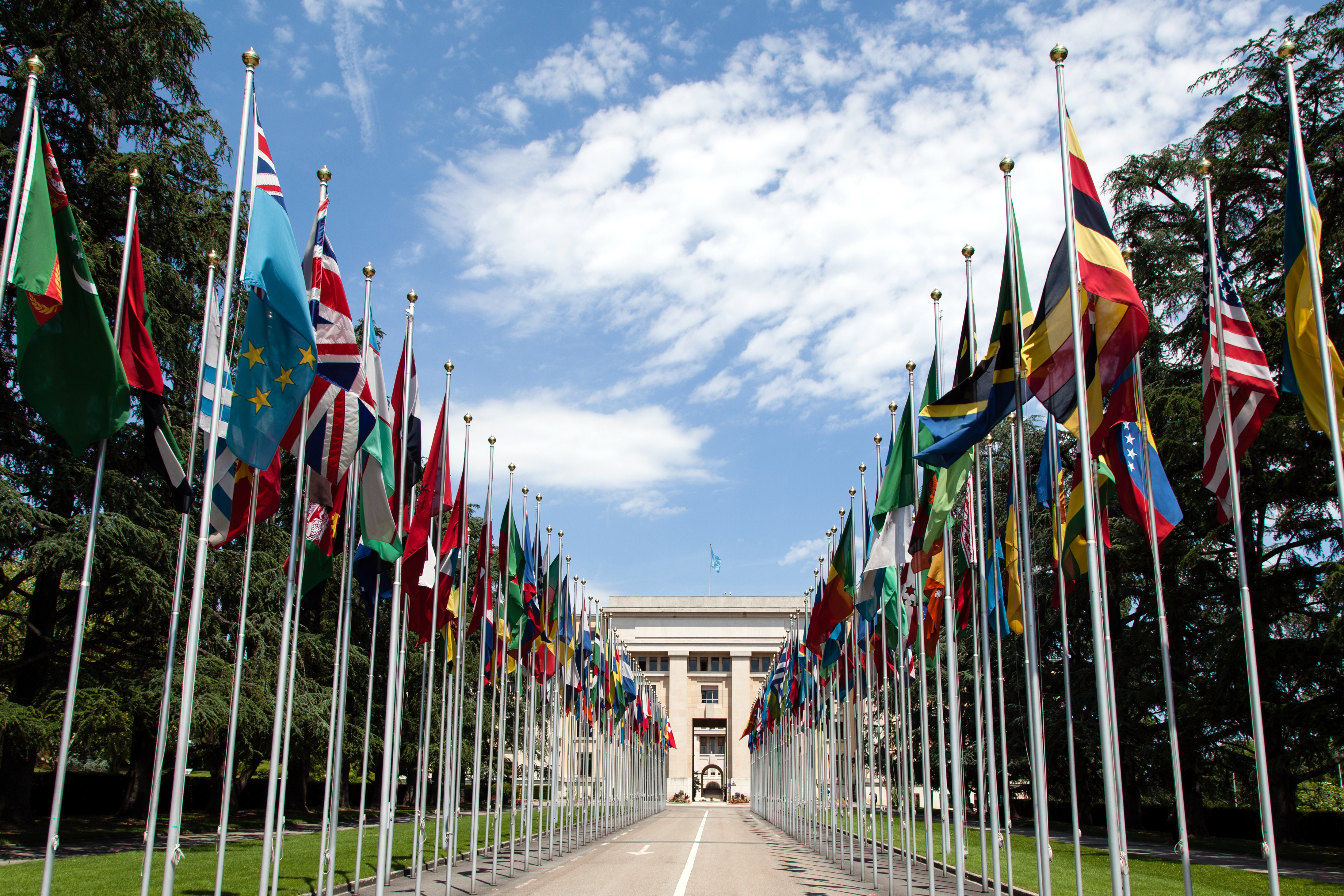
دفتر سازمان ملل در ژنو (سوئیس) بعد از مقر سازمان ملل (شهر نیویورک) دومین مرکز بزرگ سازمان ملل است.

## وضعیت حقوقی
بیشتر کارشناسان بیشتر مصوبات مجمع عمومی را غیرالزام‌آور می‌دانند. در مواد ۱۰ و ۱۴ منشور سازمان ملل به قطعنامه‌های مجمع عمومی به عنوان «توصیه» اشاره شده‌است. ماهیت پیشنهادی قطعنامه‌های مجمع عمومی بارها توسط دیوان بین‌المللی دادگستری مورد تأکید قرار گرفته‌است. با این حال، برخی از مصوبات مجمع عمومی در مورد امور داخلی سازمان ملل، مانند تصمیمات بودجه یا دستورالعمل‌های ارگان‌های سطح پایین‌تر، به وضوح برای مخاطبان آنها لازم الاجبار است.

طبق ماده ۲۵ منشور، کشورهای عضو سازمان ملل متحد ملزم به انجام «تصمیمات شورای امنیت مطابق با این منشور» هستند. قطعنامه‌هایی که تحت فصل هفتم صادر می‌شوند، لازم الاجرا محسوب می‌شوند، اما قطعنامه‌های مربوط به فصل VI هیچ مکانیسم اجرایی ندارند و به‌طور کلی طبق قوانین بین‌المللی فاقد هرگونه الزام‌آور هستند. در سال ۱۹۷۱، بیشتر اعضای دادگاه بین‌المللی دادگستری آن زمان (ICJ) در رایزنی غیر الزام‌آور نامیبیا اظهار داشتند که کلیه قطعنامه‌های شورای امنیت سازمان ملل از نظر قانونی لازم الاجرا است. این ادعا توسط ICJ و دیگران مقابله شده‌است. دی وت معتقد است که قطعنامه‌های فصل ششم نمی توانند لازم الاجرا باشند. در استدلال او، در بخشی از اظهارات:
اجازه دادن به شورای امنیت برای اتخاذ تدابیر لازم الاجرا در بخش VI می‌تواند تقسیم ساختاری صلاحیت‌های پیش‌بینی شده در فصل‌های VI و VII را از بین ببرد. هدف کلی از تفکیک این فصل‌ها تمایز بین اقدامات داوطلبانه و الزام‌آور است. در حالی که حل و فصل خاص اختلافات ارائه شده توسط سابق با رضایت طرفین ایجاد می‌شود، اقدامات اجباری از نظر فصل هفتم با عدم وجود چنین موافقت مشخص می‌شود. نشانه دیگری از ماهیت غیر الزام‌آور اقدامات صورت گرفته از نظر فصل ششم، تعهد اعضای شورای امنیت که طرف اختلاف هستند، هنگام تصویب قطعنامه‌های مندرج در فصل VI، از رأی دادن خودداری کنند. هیچ تعهدی مشابه در مورد قطعنامه‌های لازم الاجرا تصویب شده در فصل هفتم وجود ندارد. . . اگر کسی این استدلال را در مورد نظر نامیبیا اعمال کند، نکته تعیین‌کننده این است که هیچ‌یک از مواد تحت فصل VI تصویب نوع اقدامات لازم را که توسط شورای امنیت در قطعنامه ۲۷۶ (۱۹۷۰) تصویب شده‌است، تسهیل نمی‌کند. . . قطعنامه ۲۶۰ (۱۹۷۰) در واقع از نظر فصل هفتم تصویب شد، حتی اگر ICJ برای ایجاد تصور مخالف طول کشید.
در عمل، شورای امنیت تصمیمات خود را خارج از فصل هفتم لازم الاجرا نمی‌داند.

## ساختار یک قطعنامه
قطعنامه‌های سازمان ملل از قالب مشترکی پیروی می‌کند. هر قطعنامه دارای سه قسمت است: عنوان، بندهای مقدماتی و بندهای عملیاتی. کل وضوح تصویر شامل یک جمله طولانی، با ویرگول و نیمه علامت در تمام نقطه، و فقط یک دوره در انتهای آن است. عنوان شامل نام نهاد صادر کننده قطعنامه (اعم از شورای امنیت، مجمع عمومی، یک ارگان تابعه GA یا هر سازمان صدور قطعنامه دیگر) است که به عنوان نهاد مجازات عمل می‌کند. بندهای مقدماتی (اصطلاحات مقدماتی نیز نامیده می‌شوند) که چارچوبی را که از طریق آن مشکل مشاهده می‌شود، نشان می‌دهد، همان‌طور که در سایر اسناد مقدمه انجام می‌شود. و بندهای عملیاتی (که اصطلاحات عملیاتی نیز نامیده می‌شوند) که بدن در آن اقدامات مشخصی را که از طریق پیشرفت منطقی بندهای عملیاتی با شماره متوالی انجام می‌شود، مشخص می‌کند (اگر این شورای امنیت یا سیاست ساخت ارگانهای سازمان ملل در سازمان ملل باشد) توصیه می‌شود که (در بسیاری از قطعنامه‌های شورای امنیت و برای سایر ارگانها هنگام اقدام خارج از سازمان ملل) گرفته شود. هر بند عملیاتی اقدام خاصی را می‌طلبد.
آخرین بند عملیاتی، حداقل در شورای امنیت، تقریباً همیشه «تصمیم‌گیری [یا تصمیم‌گیری] برای ادامه موضوع در پرونده است»، (که بعضاً به «مصادره فعال» تغییر می‌یابد). استدلال در مورد این رسم تا حدودی مبهم است، اما به نظر می‌رسد این اطمینان است که ارگان مورد نظر در صورت لزوم موضوع مورد بحث در قطعنامه را در آینده بررسی خواهد کرد. در مورد قطعنامه‌های شورای امنیت، ممکن است این مصوبه با این ممنوعیت که سازمان ملل متحد از برگزاری «جلسه ویژه اضطراری» در مورد هرگونه مسئله لاینحل تحت شرایط " قطعنامه متحد برای صلح " منع کند، به دلیل این منشور در ماده ۱۲ مقرر می‌دارد که: "در حالی که شورای امنیت در مورد هرگونه اختلاف یا موقعیتی وظایفی را که در این منشور به آن محول شده‌است اعمال می‌کند، مجمع عمومی هیچ توصیه ای در رابطه با آن اختلاف یا وضعیت ارائه نمی‌دهد."
بندهای مقدماتی و عملی تقریباً همیشه با افعال شروع می‌شوند، گاهی اوقات توسط قیدها مرتب می‌شوند و سپس با هر آنچه بدن تصمیم می‌گیرد قرار دهد ادامه می‌دهیم. واژه یکم همیشه یا مورب است یا زیر خط. با این حال، بندهای مقدماتی بدون شماره هستند، با ویرگول پایان می‌یابند و گاهی اوقات با صفت شروع می‌شوند. بندهای عملیاتی شماره گذاری شده‌اند، با نقطه ویرگول پایان می‌یابند (به استثنای جمله آخر که با یک توقف / دوره کامل به پایان می‌رسد) و هرگز با صفت شروع نمی‌شوند
نام نهاد صادر کننده ممکن است از بالای بندهای مقدماتی به زیر آنها منتقل شود. تصمیم برای انجام این کار اغلب سبک شناختی است، و قطعنامه هنوز یک جمله منسجم را شامل می‌شود.

## انواع
قطعنامه‌های سازمان ملل متحد می‌تواند هم قطعنامه‌های ماهوی و هم قطعنامه‌های رویه ای باشد.
علاوه بر این، تفکیک‌پذیری‌ها را می‌توان براساس اندامی که در آن منشأ می‌گیرند طبقه‌بندی کرد، به عنوان نمونه:
- قطعنامه شورای امنیت سازمان ملل
- قطعنامه مجمع عمومی سازمان ملل